# Tapinocyba bicarinata
Tapinocyba bicarinata är en spindelart som först beskrevs av James Henry Emerton 1913.  Tapinocyba bicarinata ingår i släktet Tapinocyba och familjen täckvävarspindlar. Inga underarter finns listade i Catalogue of Life.